# Mosaïste
Le mosaïste est l'artiste ou l'artisan qui réalise des mosaïques, ouvrages composés de petites pièces rapportées de pierres, de verre, d’émail ou de terre cuite de diverses couleurs qu’il choisit, prépare, taille, assortit, assemble, applique sur un support et les lie ensemble en comblant leurs interstices par un ciment de chaux ou de mastic à l’huile pour former une sorte de peinture très réaliste où évoluent souvent les hommes, les animaux et les plantes mais pouvant d'autres fois représenter des figures géométriques.

## Artistes mosaïstes
- Antoni Gaudí
- Charles Gianferrari
- Atila Biro
- Ememem
- Invader
- Jeanne Socquet
- Jérôme Clochard
- Técinka
- Mikhaïl Lomonossov
- Marko Ivan Rupnik